# Dambenoît-lès-Colombe
Dambenoît-lès-Colombe é uma comuna francesa na região administrativa de Borgonha-Franco-Condado, no departamento de Alto Sona. Estende-se por uma área de 8,69 km². Em 2010 a comuna tinha 278 habitantes (densidade: 32 hab./km²).